# Amur (repozytorium)
AMUR (Adam Mickiewicz University Repository – repozytorium instytucjonalne Uniwersytetu im. Adama Mickiewicza w Poznaniu) – cyfrowe archiwum doktoratów, publikacji naukowych (czasopism, artykułów, materiałów konferencyjnych) oraz materiałów dydaktycznych powstałych na UAM, zrealizowane w ramach Biblioteki Uniwersyteckiej w Poznaniu.
Repozytorium AMUR jest pierwszą tego typu inicjatywą w Polsce – realizuje postulat bezpłatnego dostępu do wiedzy oraz idei otwartej nauki (Open Access), poprzez gromadzenie w Internecie zasobów naukowych dostępnych dla wszystkich zainteresowanych.
Platforma funkcjonuje od marca 2010. Projekt został opracowany przez mgr Emilię Karwasińską i mgr Małgorzatę Rychlik. Realizację projektu wspomogło Centrum Informatyczne UAM.
Zgodnie z zarządzeniem Rektora UAM z 2009 każda praca doktorska obroniona na poznańskim Uniwersytecie powinna obowiązkowo znaleźć się w repozytorium AMUR. Także w tym wypadku jest to pierwsza w Polsce inicjatywa udostępniania prac doktorskich w formie Open Access. W repozytorium umieszcza się tytuł pracy w językach polskim i angielskim, nazwisko autora oraz słowa kluczowe, przy czym autor publikacji może sobie zastrzec ograniczony dostęp do tekstu. W przypadku przewodów doktorskich otwartych po dniu 1 września 2019 r. wszystkie rozprawy doktorskie są dostępne w formie Open Access bez możliwości zastrzeżenia dostępu do tekstu (art. 188 ustawy z dnia 20 lipca 2018 r. Prawo o szkolnictwie wyższym i nauce).
Umieszczanie prac naukowych w repozytoriach ma wieloraki korzystny wpływ na samą pracę, jak i uczelnię udostępniającą – podnosi jej prestiż, upowszechnia dorobek naukowy pracowników, umożliwia lepszą i szybszą wymianę wiedzy z innymi ośrodkami naukowymi, wzrost liczby cytowań, a także umożliwia śledzenie statystyk.
Repozytorium umieszczone jest w kilku serwisach i katalogach repozytoryjnych: DART (Europe E-theses Portal), OpenDOAR, ROAR, DSpace oraz w Federacji Bibliotek Cyfrowych.